# Destiny Wagner
Destiny Wagner (Punta Gorda, 8 marzo 1996) è una modella beliziana, incoronata Miss Terra 2021.

## Biografia
È la prima vincitrice proveniente dal Belize a vincere il titolo di Miss Terra, nonché la prima beliziana a vincere uno dei quattro principali concorsi di bellezza internazionali e appena la seconda donna nera a vincere tale titolo. In precedenza ha vinto il titolo di Miss Universo Belize per tre anni di fila dal 2019 al 2021.